# Воєводська дорога 100 (Польща)
Воєводська дорога 100 (пол. Droga wojewódzka) (DW100) — колишня воєводська дорога в Поморському воєводстві довжиною 10,6 км, що сполучає Румію через Пєрвошино до Косакова. На фінальній ділянці вона збігалася з двома дорогами одночасно: DW101 і DP1517G. Проходила по колишній злітно-посадковій смузі німецького військового аеропорту. Дорогу в полі позначили лише на перехресті з повітовою дорогою DP1514G, що веде на Пуцьк (див. фото).

## Історія нумерації
Вперше число 100 було застосовано до карт і дорожніх атласів на рубежі 2002/2003 років. В раніше опублікованих дослідженнях дорога була позначена як місцева.